# Tore Berger
Tore Magnus Svante Berger, född 28 maj 1938 i Stockholm, är en svensk konstnär, sångare och kompositör. Han var medlem av det svenska proggbandet Blå Tåget.

## Biografi
Tore Berger växte upp i Saltsjöbaden öster om Stockholm. Fadern Gunvald Berger var sjöofficer och farfadern var industrimannen Edwin Berger. Hans mor var författaren Sonja Herlin (1917–2019), som var dotter till Tore Herlin. Tore Berger är vidare bror till skådespelaren Anita Berger, keramikern Susanne Berger och tandläkare Per Edwin Berger.
På 1940-talet tog han pianolektioner "utan att göra några större framsteg". Som 12–13-åring fick han en klarinett som han själv lärde sig att spela på. Han studerade på Konstfackskolan 1955–1957 och på Valands konstskola i Göteborg 1958–1962.
Tore Berger fick två verk antagna till Liljevalchs vårsalong 1958. Den första egentliga separatutställningen kom 1965 på Lilla Galleriet i Stockholm. På 1960-talet medverkade han som skribent och med bilder i tidskrifterna Ord & Bild, Paletten, Konstrevy och Hjärnstorm.
Från slutet av 1960-talet verkade Berger främst som musiker. 1967 började han och några andra amatörer att spela musik i Bergers ateljé i Hagalund, bland andra barndomskamraten Leif Nylén. Senare anslöt sig även ett par mer professionella musiker. Detta utvecklades med tiden till musikgruppen Gunder Hägg/Blå Tåget, där Berger sjöng och spelade klarinett. Han var också en av gruppens låtskrivare. Förutom musik hade man en konstutställning och gjorde flera föreställningar för Radioteatern.
Gruppens skivor gavs ut av MNW, Musiknätet Waxholm, ett bolag som hade stor betydelse för den framväxande progressiva musikrörelsen. När bolagets ekonomi sviktade, gick Berger in med ekonomiskt stöd (Torkel Rasmusson beskriver Tore Berger som "ekonomiskt oberoende"). Berger gjorde även omslag till ett par av Hoola Bandoola Bands LP-skivor på MNW och bidrog även på andra sätt till bolagets framgång och inriktning (liksom Leif Nylén och Bergers dåvarande sambo Gunilla Thorgren gjorde). Blå Tåget lades ner 1974 även om gruppen senare kortvarigt skulle återuppstå flera gånger.
1976-78 spelade Tore Berger i gruppen Stockholm Norra. 1976 släppte han det första av en rad soloalbum, Mitt hjärtas melodi. Han hade flera retrospektiva utställningar under 1970- och 80-talen och 1991 kom en utställning med nya målningar. Han har därefter varit verksam både som musiker ("singer-songwriter") och som konstnär.

## Konst
Som ung tonåring var Berger intresserad av dadaism och surrealism, men av detta syns inte mycket i hans måleri. Hans tidigare målningar är abstrakta, med dämpade färgfält i brunt, blått, ockra och mörkt grönt som kan ses som en sorts landskap. Mark Rothko var en inspiratör, liksom Torsten Renqvist. En annan inspirationskälla i ungdomen var den franske jesuitpatern och vetenskapsmannen Pierre Teilhard de Chardin. Tore Berger har berättat om dessa tidiga år som konstnär i en artikel i Ord & Bild 1992.
När Berger tog upp måleriet igen på 1990-talet blev bilderna mer tydligt föreställande. 
Tore Berger är representerad på Moderna museet, Borås konstmuseum och Göteborgs konstmuseum.

## Text och musik
Tore Berger framträdde som musiker i slutet av 1960-talet. Han var då sångare, klarinettist och låtskrivare i Gunder Hägg/Blå Tåget. Bandet var en del av den vänstervåg som svepte fram över Europa och Amerika. Sångerna var ofta, men långt ifrån alltid, politiska. För Berger var vänsterrörelsen främst en fredsrörelse, bland annat som en reaktion mot kriget i Vietnam. Hans mest kända sång från den här tiden är Kalla kriget. Den ansågs så kontroversiell att den först inte fick spelas i radio.
Blå Tåget upplöstes 1974. Därefter har Berger framträtt som soloartist på både scen och skivor. Hans sånger spänner över ett vitt fält; naturlyrik, politik, kärlek och existentiella frågor. Något av en specialgenre har blivit ballader som porträtterar kända gestalter som Albertus Pictor, Verner von Heidenstam, Winston Churchill, politikern Richard Sandler och den amerikanske amiralen Raymond Spruance. Han har också gjort självbiografiska sånger, exempelvis Jag tog bilen in till stan och När jag föddes var det krig.
Som visdiktare har Tore Berger tagit intryck av Erik Johan Stagnelius (Berger är medlem i Sällskapet Erik Johan Stagnelii Vänner), Dan Andersson, Evert Taube, Nils Ferlin, Bob Dylan m.fl. Några kritiker har sett likheter med Leonard Cohens sånger, men det är inget Berger själv håller med om.

## Utmärkelser
- 1991 – Cornelis Vreeswijk-stipendiet
- 1993 – SKAP-stipendium
- 2010 – Manifestgalans pris, kategorin Folkmusik och visa

## Diskografi
- 1976 – Mitt hjärtas melodi
- 1980 – Äntligen ensam igen
- 1984 – Upp över skummet
- 1987 – Prickar på mitt golv
- 1989 – Någonstans en gräns
- 2001 – Sångspår
- 2002 – Tidens gång (samlingsskiva)
- 2009 – I huset långt på landet
- 2010 – Polaroid i Hagalund (bok + cd)
- 2011 – Mening och minnen med världsliga låtar (bok + cd)
- 2017 – Stora frågor – inga svar